# Асекеєво (село)
Асеке́єво (рос. Асекеево) — село у складі Асекеєвського району Оренбурзької області, Росія.

## Населення
Населення — 5201 особа (2010; 5296 у 2002).
Національний склад (станом на 2002 рік):
- татари — 80 %